# Darrell Hammond
Darrell Hammond (Melbourne, 8 de outubro de 1955) é um ator norte-americano e comediante de stand-up, mais conhecido por ter feito parte do elenco do Saturday Night Live.